# Brasserie du Val de Sambre
Brasserie du Val de Sambre is een Belgische brouwerij te Gozée, een deelgemeente van de stad Thuin in de provincie Henegouwen.

## Geschiedenis
De brouwerij werd opgericht in 1998 nabij de ruïnes van de abdij van Aulne. Vanaf juli 2000 werd begonnen met het brouwen van de abdijbieren Abbaye d'Aulne. De bieren worden gebotteld bij Brasserie du Bocq.

## Bieren
- Abbaye d'Aulne, reeks abdijbieren
- Blanche de Charleroi, witbier, 5%
- La Chérie, fruitbier, 5%